# گاوماهی بدنقش
گاوماهی بدنقش (نام علمی: Acanthostracion quadricornis) نام یک گونه از تیره صندوق‌ماهیان است.